# .il
.il — национальный домен верхнего уровня (ccTLD) для Израиля. Он находится в ведении Израильской интернет-ассоциации, которая поддерживает корневой сервер DNS для зоны и управляет Israel Internet Exchange (IIx). В домене поддерживаются системы адресации IPv4 и IPv6.
.il является одним из самых ранних зарегистрированных доменов ccTLD. На момент регистрации, 24 октября 1985, он стал третьим национальным доменом, после .us и .uk, которые были зарегистрированы в начале того же года.
По состоянию на 10 июня 2014, существует 227 тысяч доменных имен, зарегистрированных в .il — национальном домене в Израиле.
В 2022 году зарегистрирован интернационализованного домена верхнего уровня, .ישראל.

## Домены второго уровня
Пользователи и организации могут получить домены третьего уровня в следующих доменах второго уровня:
| Домен    | Пользователи                                                                 |
| -------- | ---------------------------------------------------------------------------- |
| .co.il   | Коммерческие организации.                                                    |
| .net.il  | Организации, связанные с деятельностью в сети интернет, провайдеры, сервисы. |
| .org.il  | Некоммерческие и общественные организации.                                   |
| .ac.il   | Высшие учебные заведения.                                                    |
| .gov.il  | Национальные и местные государственные структуры.                            |
| .idf.il  | Армия обороны Израиля                                                        |
| .k12.il  | Школы и детские сады.                                                        |
| .muni.il | Муниципальное управление.                                                    |